# Schweizer Nordische Skimeisterschaften 1958
Die Schweizer Nordischen Skimeisterschaften 1958 fanden am 1. und 2. Februar 1958 in Kandersteg und am 16. Februar 1958 in Einsiedeln statt. Ausgetragen wurden im Skilanglauf die Distanzen 15 km und 48 km sowie die 4 × 10-km-Staffel. Fritz Kocher gewann den 48-km-Lauf sowie mit der Staffel vom SC Altstetten-Zürich. Beim 15-km-Lauf wurde Michel Rey Erster. Das Skispringen gewann Andreas Däscher und die Nordische Kombination Louis-Charles Golay.

## Skilanglauf

### 15 km
| Platz | Name                | Verein            | Zeit (min) |
| ----- | ------------------- | ----------------- | ---------- |
| 01    | Michel Rey          | Les Cernets       | 56:46      |
| 02    | Louis-Charles Golay | Ste-Croix         | 56:59      |
| 03    | Fritz Kocher        | Zürich-Altstetten | 57:00      |
| 04    | Walter Lötscher     | Flühli            | 57:30      |
| 05    | Alphonse Baume      | Mont Soleil       | 57:45      |
| 06    | Werner Zwingli      | Zürich-Altstetten | 58:05      |
| 07    | Marcel Huguenin     | La Brévine        | 58:23      |
| 07    | Michel Haymoz       | Hauteville        | 58:23      |
| 09    | Viktor Kronig       | Zermatt           | 58:30      |
| 010   | Lorenz Possa        | Leukerbad         | 58:31      |

Datum: Samstag, 1. Februar 1958 in Kandersteg
 Michel Rey aus Les Cernets gewann mit einer Zeit von 56:46 Minuten und mit  13 Sekunden Vorsprung Louis-Charles Golay und den Vorjahressieger Fritz Kocher.

### 48 km
| Platz | Name           | Verein               | Zeit (std) |
| ----- | -------------- | -------------------- | ---------- |
| 01    | Fritz Kocher   | Zürich-Altstetten    | 3:16:40    |
| 02    | Gaston Biollay | Zermatt              | 3:24:57    |
| 03    | Werner Zwingli | SC Altstetten-Zürich | 3:25:24    |
| 04    | Ernest Oguey   | Zermatt              | 3:26:07    |
| 05    | Luc Rausis     | Zermatt              | 3:27:09    |
| 06    | Josef Schnyder | SC Stoos             | 3:29:57    |
| 07    | Michel Haymoz  | Hauteville           | 3:31:08    |
| 08    | Willy Mächler  | Riedern              | 3:32:14    |

Datum: Sonntag, 16. Februar 1958 in Einsiedeln

 Fritz Kocher triumphierte mit einer Zeit von 3:16:40 Stunden den Lauf mit acht Minuten und 17 Sekunden Vorsprung vor Louis-Gaston Biollay und Werner Zwingli zum vierten Mal den Schweizer Meistertitel über diese Distanz. Der Vorjahressieger Jean Jordan aus Hauteville gab nach halber Distanz auf. Es waren 127 Läufer am Start.

### 4 × 10 km Staffel
| Platz | Namen                                                               | Verein                | Zeit (std) |
| ----- | ------------------------------------------------------------------- | --------------------- | ---------- |
| 01    | Heinz Kubli Christian Wenger Werner Zwingli Fritz Kocher            | SC Altstetten-Zürich  | 1:55:02    |
| 02    | André Huguenin Jean-Bernard Huguenin Marcel Huguenin Fredy Huguenin | SC La Brévine         | 1:55:36    |
| 03    | Gregor Hischier Konrad Hischier Fredy Imfeld Karl Hischier          | SC Obergoms           | 1:55:50    |
| 04    | Marcel Balleys Ernest Oguey Louis Fellay Roland Raussis             | Grenzwächter Champery | 1:57:05    |
| 05    | Franz Lötscher Franz Portmann Bruno Lötscher Walter Lötscher        | SK Flühli             | 1:57:50    |

Datum: Sonntag, 2. Februar 1958 in Kandersteg

Wie im Vorjahr siegte die Staffel vom SC Altstetten-Zürich mit 34 Sekunden Vorsprung auf den SC La Brévine und den SC Obergoms.

## Nordische Kombination

### Einzel
| Platz | Name                 | Ort               | Punkte |
| ----- | -------------------- | ----------------- | ------ |
| 01    | Louis-Charles Golay  | Ste-Croix         | 45,04  |
| 02    | André Reymond        | Le Brassus        | 57,67  |
| 03    | Viktor Kronig        | Zermatt           | 65,02  |
| 04    | William Schneeberger | La Chaux-de-Fonds | 75,92  |
| 05    | Georges Dubois       | La Chaux-de-Fonds | 79,30  |
| 06    | Fredy Huguenin       | SC La Brévine     | 88,16  |

Datum: Samstag, 1. Februar 1958 in Kandersteg
 Louis-Charles Golay gewann vor André Reymond nach 1954 und 1957 seinen dritten Schweizer Meistertitel in der Nordischen Kombination.

## Skispringen

### Normalschanze
| Platz | Name            | Verein        | Weite 1 | Weite 2 | Punkte |
| ----- | --------------- | ------------- | ------- | ------- | ------ |
| 01    | Andreas Däscher | Meilen        | 59,0 m  | 59,0 m  | 218,0  |
| 02    | Albert Kälin    | SC Einsiedeln | 59,0 m  | 59,0 m  | 217,5  |
| 03    | Fritz Tschannen | SC Adelboden  | 55,0 m  | 55,0 m  | 202,5  |
| 04    | Conrad Rochat   | Le Brassus    | 53,5 m  | 53,0 m  | 201,5  |
| 05    | Peter German    | SC Adelboden  | 52,5 m  | 53,0 m  | 201,0  |
| 06    | Gilbert Meylan  | Le Brassus    | 52,5 m  | 53,0 m  | 197,0  |

Datum: Sonntag, 2. Februar 1958 in Kandersteg

Andreas Däscher gewann auf der Lötschberg-Schanze mit zwei 59 Meter Sprüngen nach 1950, 1953, 1954, 1956 und 1957 seinen sechsten Meistertitel.